# Concepción-tó
A Concepción-tó (spanyolul: Laguna Concepción) egy tó a dél-amerikai Bolívia területén, Santa Cruz megyében, Chiquitos tartományban.

## Földrajza

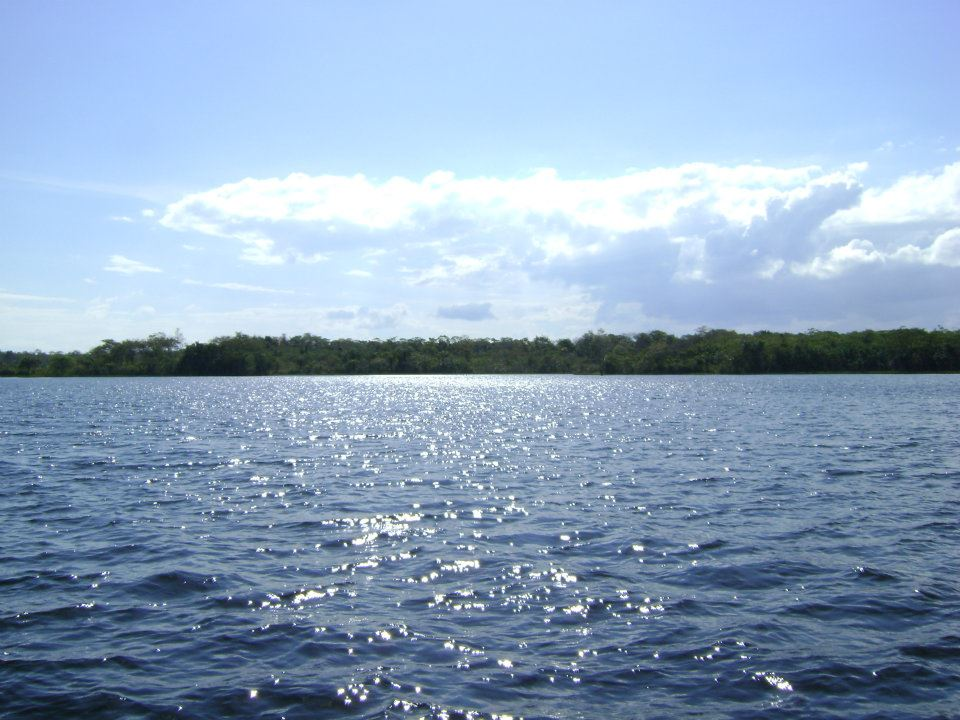
A tó

A Chaco–Beniana nevű síkság területén, a Chiquitana-hegység utolsó nyúlványától északra fekszik. Kiterjedése az időjárástól függően változik, a tavat körülölelő, hozzá tartozó terület hosszúsága 30 kilométer, szélessége 10 km, tengerszint feletti magassága 248 méter. A vízfelszín területe 58 és 200 km² között van.
Sík, erdővel és bozóttal sokhelyütt benőtt, mocsaras partvidék jellemzi. A nyílt vízfelületet körbevevő részek fő növényfajai Copernicia alba nevű pálma és a Typha domingensis nevű gyékény. A tó, amely Santa Cruz keleti részének egyik legjelentősebb vizes élőhelye, mind az északi, mind a déli félgömbről érkező vándormadarak számára, mind nagytestű emlősök számára fontos telelőhely. Jellemző állatok a térségben többek között az Eunectes beniensis (sicurí) nevű óriáskígyó, a kapibara, az övesállatok és az erdei gólya.
Környékét korábban gyűjtögető-vadászó életmódot folytató indiánok lakták, ma szarvasmarhatartó farmerek és parasztok élnek a vidéken. Emiatt az élővilágot a túllegeltetés és a túlvadászat fenyegeti. Korábban nagy mértékű fakitermelés zajlott a tó környezetében, gyakori erdőtüzekkel, de ez ma már nem jellemző.
2002-ben egy, a tavat is magában foglaló 522,93 km²-es területet Pailón község egy rendelettel védetté nyilvánította, majd 2009-ben a szomszédos San José is így cselekedett, ezzel a védett terület 1201,96 km²-re növekedett. 2002-ben felvették a rámszari területek listájára is.